# Voitsberg
Voitsberg er en by i det sydøstlige Østrig. Byen er hovedby i distriktet af samme navn og ligger ca. 30 kilometer vest for Graz, der ligeledes er beliggende i delstaten Steiermark.